# Corona 101
Corona 101 – amerykański satelita rozpoznawczy przeznaczony do wykonywania zdjęć powierzchni Ziemi. Dwudziesty piąty statek serii KeyHole-4A tajnego programu CORONA. Kapsuły powrotne odzyskano w locie nad Pacyfikiem 10 października (1025-1) i 15 października 1965 (1025-2). Uzyskane zdjęcia zamierzano wykorzystać do celów kartograficznych.

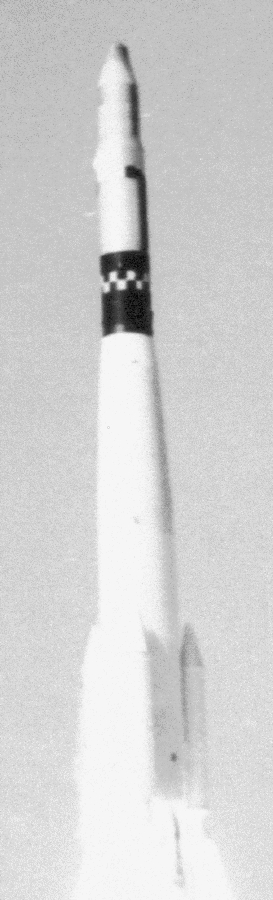
Start rakiety Thor SLV-2A z satelitą KH-4A 1025 (CORONA 101,OPS 5325), 5 października 1965.

## Przebieg lotu
W porównaniu do poprzednich misji zrobiono zdjęcia mniejszej liczbie obiektów, co było spowodowane kartograficznym charakterem całej misji. Moduł 1025-1 miał udział w wykonaniu zdjęć 61 celów, moduł 1025-2 odpowiednio 89 celów. Około 30% sfotografowanego terenu było zachmurzone. Wśród sfotografowanych obiektów na terenie ZSRR udało się zidentyfikować m.in. dwa bunkry, silos do startów pocisków ICBM, nowo wybudowane stanowisko startowe i budowę instalacji nuklearnych. Poza obiektami na terenie ZSRR podczas misji wykonano zdjęcia m.in. rejonów położonych na terenie Chin, Indii i Sudanu.
Satelita spłonął w atmosferze 29 października 1965.